# Бандаранаике, Сиримаво
Сирима́во Ратва́тте Ди́ас Бандарана́ике (синг. සිරිමාවෝ රත්වත්තේ ඩයස් බණ්ඩාරනායක, там. சிறிமாவோ ரத்வத்த டயஸ் பண்டாரநாயக்க; 17 апреля 1916 — 10 октября 2000) — премьер-министр Шри-Ланки в 1960—1965, 1970—1977, 1994—2000 годах; первая в мире женщина-премьер-министр.

## Биография
Родилась в Балангоде, близ Ратнапуры, в богатой семье крупных сингальских землевладельцев. У неё было 5 братьев и сестёр. Буддистка по вероисповеданию, образование она, тем не менее, получила в католической школе св. Бригитты в Коломбо.
В 1940 году вышла замуж за Соломона Бандаранаике, который впоследствии основал Партию свободы Шри-Ланки (ПСШЛ) (тогда — Цейлона) и привёл её к победе на выборах 1956 года. После его убийства в 1959 году партию возглавила Сиримаво. 
Одержав уверенную победу на выборах, с июля 1960 — премьер-министр, министр обороны и иностранных дел. Стала первой в новейшей истории женщиной-премьер-министром в мире. Её правительство проводило политику демократизации политического строя и прогрессивных экономических реформ, занялось национализацией иностранных нефтяных компаний, а также развитием системы религиозных школ.
В 1962 году был успешно подавлен путч, организованный офицерами-католиками.
В 1963 году объявила сингальский государственным языком (вместо английского), что вызвало возмущение тамильского меньшинства. Во внешней политике за годы правления Бандаранаике Шри-Ланка стала заметным участником движения неприсоединения.
В 1965 году ПСШЛ проиграла на выборах Объединённой национальной партии Шри-Ланки (ОНП), и Бандаранаике стала главой оппозиции.
После возвращения к власти в 1970 году во главе коалиции «Объединённый фронт» (ПСШЛ, Компартия и троцкистская «Ланкийская партия Сама Самайя») она стала в большей степени придерживаться социалистической ориентации как во внутренней, так и во внешней политике. Были национализированы все иностранные банки, порты, ряд отраслей промышленности (в том числе чайная), установлена государственная монополия на внешнюю торговлю. Были признаны Вьетнам и КНДР. Усилились связи как с СССР, так и с КНР; главным партнёром страны по-прежнему оставалась Индия, но были налажены хорошие отношения также и с Пакистаном.
В 1971 году правительство было практически свергнуто в ходе восстания, организованного молодёжным левым Народно-освободительным Фронтом. Хотя армия смогла удержать столицу, победа была достигнута только после высадки индийских и пакистанских войск, прибывших на помощь законному правительству. В столкновениях погибло около 10 тыс. человек.
22 мая 1972 года принимается новая конституция, по которой Цейлон провозглашается независимым государством — Демократической Социалистической Республикой Шри-Ланка. Сиримаво Бандаранаике принимает присягу в качестве премьер-министра нового государства. В том же году была выведена последняя британская военная база (из Тринкомали), но страна остаётся в составе Содружества.
Несмотря на высокий международный авторитет правительства Бандаранаике (в 1976 году в Коломбо прошла конференция стран-участниц движения неприсоединения — крупнейший международный саммит, когда-либо проведённый в Шри-Ланке, а сама она была избрана председателем Движения неприсоединения), её позиции внутри страны постепенно слабели, поскольку реализация не всех социально-экономических реформ оказалась удачной и сказались тяжёлые последствия нефтяного кризиса 1973 года.
В 1977 году ПСШЛ потерпела сокрушительное поражение от ОНП на очередных выборах.
В 1980 году, после того как Верховный суд признал её виновной в злоупотреблениях и превышении власти, решением парламента она была лишена депутатского мандата и права заниматься политической деятельностью сроком на 7 лет. С 1 января 1986 года была восстановлена в правах, вскоре избрана в парламент на дополнительных выборах. В 1988 году участвовала в президентских выборах, но проиграла кандидату от ОНП Ранасингхе Премадасе. В 1989 году стала лидером оппозиции.
В 1994 году дочь Бандаранаике Чандрика Кумаратунга, победив на президентских выборах, назначила мать премьер-министром. В августе 2000 года Бандаранаике ушла в отставку (будучи в 84 года старейшей в мире женщиной-политиком), уступив свой пост Ратнасири Викреманаяке, а 10 октября 2000 года скончалась от сердечного приступа сразу после голосования на парламентских выборах.